# Jovica Vasilić
Jovica Vasilić (in serbo Јовица Василић?; Priboj, 8 luglio 1990) è un calciatore serbo, difensore del FK FAP.

## Caratteristiche tecniche
È un terzino destro.